# Ed Tapscott
Ed Tapscott (11 giugno 1953) è un allenatore di pallacanestro e dirigente sportivo statunitense, professionista nella NBA.